# Тёбза (река)
Тёбза, Тебза — река в Костромской области России; левый приток реки Кострома (впадает в 102 км от её устья).
Длина — 140 километров, площадь водосборного бассейна — 1160 км², средний расход воды в 34 километрах от устья — 8,54 м³/с. Высота истока — 163,8 м над уровнем моря, высота устья — 86,7 м.
Тебза вытекает из небольшого озера Скомороховское на севере Островского района Костромской области. Течёт на всём протяжении на северо-запад, сильно петляя. Ширина реки в верховьях не превышает 10 метров, затем река расширяется до 20—30 метров. Скорость течения небольшая.
В верхнем и среднем течении лесные участки по берегам чередуются с лугами и болотами; в нижнем за большим селом Борок Тебза входит в зону сплошного леса, тянущегося до впадения в Кострому.
На левом берегу Тебзы в селе Борок расположен старинный Свято-Предтеченский Иаково-Железноборовский монастырь.
Крупнейшие притоки:
- Суздаль (122 км от устья)
- Кистега (113 км)
- Пойма (105 км)
- Ихтема (83 км)
- Костомка (60 км)
- Лынгерь (31 км)

## Данные водного реестра
По данным государственного водного реестра России относится к Верхневолжскому бассейновому округу, водохозяйственный участок реки — Кострома от истока до водомерного поста у деревни Исады, речной подбассейн реки — Волга ниже Рыбинского водохранилища до впадения Оки. Речной бассейн реки — (Верхняя) Волга до Куйбышевского водохранилища (без бассейна Оки).
Код объекта в государственном водном реестре — 08010300112110000012502.